# Athyrma pulcherrima
Athyrma pulcherrima är en fjärilsart som beskrevs av Butler 1892. Athyrma pulcherrima ingår i släktet Athyrma och familjen nattflyn. Inga underarter finns listade i Catalogue of Life.